# Hoa hậu Hoàn vũ Việt Nam 2008
Hoa hậu Hoàn vũ Việt Nam 2008 là cuộc thi Hoa hậu Hoàn vũ Việt Nam lần đầu tiên, cuộc thi sắc đẹp cấp quốc gia của Việt Nam được tổ chức vào ngày 31 tháng 5 năm 2008 tại Nhà hát Event Hall, Nha Trang, Khánh Hòa để tìm kiếm đại diện quốc gia tham dự tại cuộc thi Hoa hậu Hoàn vũ. Nguyễn Thùy Lâm đến từ tỉnh Thái Bình đã trở thành Hoa hậu Hoàn vũ Việt Nam đầu tiên trong lịch sử cuộc thi và là đại diện của Việt Nam tại Hoa hậu Hoàn vũ 2008 và lọt Top 15 chung cuộc. Đồng thời cô cũng là Hoa hậu Hoàn vũ Việt Nam có thời gian nhiệm kỳ lâu nhất, kéo dài bảy năm cho đến khi cô trao lại vương miện cho người kế nhiệm Hoa hậu Hoàn vũ Việt Nam 2015 Phạm Thị Hương vào ngày 3 tháng 10 năm 2015.
Hoa hậu Nguyễn Thùy Lâm và Á hậu 1 Võ Hoàng Yến lần lượt đại diện Việt Nam tại Hoa hậu Hoàn vũ 2008 và 2009. Á hậu 2 Dương Trương Thiên Lý đại diện Việt Nam tại Hoa hậu Thế giới 2008.

## Kết quả

### Thứ hạng
| Kết quả                                                    | Thí sinh                                                                  | Vị trí Quốc tế                                                                             |
| ---------------------------------------------------------- | ------------------------------------------------------------------------- | ------------------------------------------------------------------------------------------ |
| Hoa hậu Hoàn vũ Việt Nam 2008 (Miss Universe Vietnam 2008) | - Thái Bình – Nguyễn Thùy Lâm                                             | - Top 15 – Hoa hậu Hoàn vũ 2008                                                            |
| Á hậu 1 (Miss Universe Vietnam 2009)                       | - Thành phố Hồ Chí Minh – Võ Hoàng Yến                                    | - Tham dự – Hoa hậu Hoàn vũ 2009                                                           |
| Á hậu 2 (Miss World Vietnam 2008)                          | - Đồng Tháp – Dương Trương Thiên Lý                                       | - Tham dự – Hoa hậu Thế giới 2008                                                          |
| Top 5                                                      | - Hà Nội – Dương Thùy Linh                                                | - Tham dự – Hoa hậu Du lịch Quốc tế 2004 - Chiến thắng – Hoa hậu Phụ nữ Toàn thế giới 2018 |
| Top 5                                                      | - Thành phố Hồ Chí Minh – Bùi Thị Phương Thanh                            |                                                                                            |
| Top 10                                                     | - Hà Nội – Vũ Nguyễn Hà Anh                                               | - Tham dự – Hoa hậu Trái Đất 2006                                                          |
| Top 10                                                     | - Thành phố Hồ Chí Minh – Vũ Thị Xuân Hà                                  |                                                                                            |
| Top 10                                                     | - Hải Dương – Hoàng Khánh Ngọc                                            | - Tham dự – Hoa hậu Hoàn vũ 2004 - Tham dự – Elite Model Look International 2005           |
| Top 10                                                     | - Tiền Giang – Trần Diễm Trinh - Thành phố Hồ Chí Minh – Trần Phương Linh |                                                                                            |

## Các giải thưởng phụ
| Giải phụ                      | Thí sinh                                       |
| ----------------------------- | ---------------------------------------------- |
| Người đẹp Ảnh                 | - Đồng Tháp – Dương Trương Thiên Lý            |
| Người đẹp Du lịch biển        | - Tiền Giang – Trần Diễm Trinh                 |
| Người đẹp Áo dài              | - Thành phố Hồ Chí Minh – Bùi Thị Phương Thanh |
| Người đẹp Thân thiện          | - Hà Nội – Dương Thùy Linh                     |
| Người đẹp được yêu thích nhất | - Thái Bình – Nguyễn Thùy Lâm                  |
| Người đẹp Tài năng            | - Thái Bình – Nguyễn Thùy Lâm                  |
| Người đẹp ứng xử hay nhất     | - Thái Bình – Nguyễn Thùy Lâm                  |

### Thứ tự công bố
| 1. Nguyễn Thùy Lâm 2. Võ Hoàng Yến 3. Dương Trương Thiên Lý 4. Dương Thùy Linh 5. Bùi Thị Phương Thanh 6. Vũ Nguyễn Hà Anh 7. Trần Phương Linh 8. Trần Diễm Trinh 9. Hoàng Khánh Ngọc 10. Vũ Thị Xuân Hà | 1. Dương Thùy Linh 2. Võ Hoàng Yến 3. Bùi Thị Phương Thanh 4. Dương Trương Thiên Lý 5. Nguyễn Thùy Lâm |

## Ban Giám khảo
| Họ tên            | Danh hiệu, nghề nghiệp                              | Vai trò    |
| ----------------- | --------------------------------------------------- | ---------- |
| Nguyễn Công Khế   | PCT Hội liên hiệp thanh niên VN, TBT Báo Thanh Niên | Thành viên |
| Nguyễn Văn Khánh  | PCT Cục Nghệ thuật biểu diễn                        | Thành viên |
| Nguyễn Chí Tân    | PTGĐ Đài truyền hình Tp. HCM                        | Thành viên |
| Hoàng Đại Thanh   | TBT Tạp chí Thời trang trẻ                          | Thành viên |
| Nguyễn Quang Minh | Tiến sĩ, TGĐ công ty Cát Tiên Sa                    | Thành viên |
| Trà Giang         | NSND                                                | Thành viên |
| Đặng Hùng         | NSUT                                                | Thành viên |
| Dương Thụ         | Nhạc sĩ                                             | Thành viên |
| Lê Khanh          | NSND                                                | Thành viên |
| Trần Kim Chung    | CT Tập đoàn quốc tế C&T                             | Thành viên |
| Nguyễn Quốc Toàn  | TGĐ công ty cổ phần Hoàn vũ                         | Thành viên |
| Nguyễn Việt Cường | NSND                                                | Thành viên |

## Thí sinh tham gia

### Top 20 thí sinh chung kết
| STT | Họ tên                | Năm sinh | SBD | Chiều cao | Quê quán              | Ghi chú                                                                                                  |
| --- | --------------------- | -------- | --- | --------- | --------------------- | --- |
| 1   | Vũ Nguyễn Hà Anh      | 1982     | 07  | 1,75 m    | Hà Nội                | Top 10                                                                                                   |
| 2   | Nguyễn Thị Ngọc Bích  | 1985     | 26  | 1,68 m    | Bà Rịa – Vũng Tàu     | |
| 3   | Nguyễn Thị Hồng Châu  | 1987     | 25  | 1,69 m    | Long An               | |
| 4   | Vũ Thị Xuân Hà        | 1988     | 05  | 1,69 m    | Thành phố Hồ Chí Minh | Top 10                                                                                                   |
| 5   | Văn Hoa Thu Hằng      | 1988     | 20  | 1,67 m    | Thành phố Hồ Chí Minh | |
| 6   | Nguyễn Thùy Lâm       | 1987     | 23  | 1,70 m    | Thái Bình             | Hoa hậu Hoàn vũ Việt Nam 2008 Người đẹp được yêu thích nhất Người đẹp tài năng Người đẹp ứng xử hay nhất |
| 7   | Nguyễn Thị Hồng Linh  | 1986     | 13  | 1,68 m    | Thành phố Hồ Chí Minh | |
| 8   | Trần Phương Linh      | 1985     | 15  | 1,69 m    | Thành phố Hồ Chí Minh | Top 10                                                                                                   |
| 9   | Dương Thùy Linh       | 1983     | 19  | 1,68 m    | Hà Nội                | Top 5 Người đẹp thân thiện                                                                               |
| 10  | Dương Trương Thiên Lý | 1989     | 11  | 1,67 m    | Đồng Tháp             | Á hậu 2 Người đẹp ảnh                                                                                    |
| 11  | Trần Thị Kiều Ngân    | 1989     | 29  | 1,71 m    | Thành phố Hồ Chí Minh | |
| 12  | Hoàng Khánh Ngọc      | 1985     | 28  | 1,81 m    | Hải Dương             | Top 10                                                                                                   |
| 13  | Trần Thụy Thu Ngọc    | 1986     | 10  | 1,69 m    | Long An               | |
| 14  | Đinh Thị Minh Phương  | 1987     | 27  | 1,70 m    | Hà Nội                | |
| 15  | Trần Thị Phương       | 1989     | 21  | 1,67 m    | Thành phố Hồ Chí Minh | |
| 16  | Bùi Thị Phương Thanh  | 1984     | 09  | 1,70 m    | Thành phố Hồ Chí Minh | Top 5 Người đẹp áo dài                                                                                   |
| 17  | Lê Thị Kiều Thảo      | 1989     | 17  | 1,70 m    | Bình Dương            | |
| 18  | Doãn Thị Như Trang    | 1987     | 04  | 1,68 m    | Hải Dương             | |
| 19  | Trần Diễm Trinh       | 1988     | 16  | 1,72 m    | Tiền Giang            | Top 10 Người đẹp du dịch biển                                                                            |
| 20  | Võ Hoàng Yến          | 1988     | 22  | 1,78 m    | Thành phố Hồ Chí Minh | Á hậu 1                                                                                                  |

## Thông tin thí sinh
- Nguyễn Thùy Lâm: Thành viên nhóm nhạc TyMyTy, Giải tư Tiếng hát Truyền hình Thành phố Hồ Chí Minh 2004, Top 15 Hoa hậu Hoàn vũ 2008 cùng các giải phụ (Top 5 Duyên dáng Áo dài, Top 10 Trang phục dân tộc đẹp nhất).
- Võ Hoàng Yến: Top 10 Hoa hậu Phụ nữ Việt Nam qua ảnh 2006, Giải vàng Siêu mẫu Việt Nam 2008, Đại diện Việt Nam dự thi Hoa hậu Hoàn vũ 2009 nhưng không đạt thành tích, Model Mentor Vietnam's Next Top Model 2017, Huấn luyện viên Hoa hậu Hoàn vũ Việt Nam 2017, Hoa hậu Hoàn vũ Việt Nam 2019, The Face Vietnam 2018, Host Vietnam's Next Top Model 2019, Giám khảo Hoa hậu Hoàn vũ Việt Nam 2022.
- Dương Trương Thiên Lý: Đại diện Việt Nam dự thi Hoa hậu Thế giới 2008 và đạt các giải thưởng (People's Choice Award, Miss Golf Sport), Giám đốc Quốc gia của Hoa hậu Hoàn vũ Việt Nam.
- Dương Thùy Linh: Giải Nhì khu vực phía Bắc và Giải Đồng Siêu mẫu Việt Nam 2004, Đại diện Việt Nam dự thi Hoa hậu Du lịch Quốc tế 2004 nhưng không đạt thành tích, đăng quang Hoa hậu Phụ nữ Toàn thế giới 2018 cùng giải phụ People Choice và Special Queen Awards, từng làm MC tại VTC.
- Vũ Nguyễn Hà Anh: Top 10 Hoa hậu Phụ nữ Việt Nam qua ảnh 2005, Đại diện Việt Nam dự thi Hoa hậu Trái Đất 2006 và đạt giải thưởng 1st Runner-up Miss Talent, Á hậu 2 Hoa hậu Việt Nam Toàn cầu 2008, Host Vietnam's Next Top Model 2010, Host Elite Model Look Vietnam 2014, Giám khảo Hoa khôi Áo dài Việt Nam 2016, Huấn luyện viên The Next Gentleman 2021, Giám khảo Hoa hậu Hoàn vũ Việt Nam 2022.
- Hoàng Khánh Ngọc: Giải Vàng Siêu mẫu Việt Nam 2004, Đại diện Việt Nam dự thi Hoa hậu Hoàn vũ 2004 và đạt giải Best Catwalk do báo chí bình chọn.
- Trần Diễm Trinh: Top 34 Hoa hậu Việt Nam 2006.
- Doãn Thị Như Trang: Top 30 Hoa hậu Việt Nam 2008, Top 40 Hoa hậu Du lịch Việt Nam 2008.

## Dự thi quốc tế
Ngoài thí sinh Hoàng Khánh Ngọc từng đại diện Việt Nam tại Hoa hậu Hoàn vũ 2004, Dương Thùy Linh tại Hoa hậu Du lịch Thế giới 2004 và Vũ Nguyễn Hà Anh tại Hoa hậu Trái Đất 2006 trước đó thì tất cả các thí sinh dự thi quốc tế còn lại đều được cử đi sau khi cuộc thi diễn ra.
| Cuộc thi                            | Tên                   | Danh hiệu | Thứ hạng       | Giải thưởng đặc biệt                          |
| ----------------------------------- | --------------------- | --------- | -------------- | --------------------------------------------- |
| Miss Universe 2004                  | Hoàng Khánh Ngọc      | Top 10    | Không đạt giải | Best Catwalk                                  |
| Elite Model Look International 2005 | Hoàng Khánh Ngọc      | Top 10    | Không đạt giải | Không                                         |
| Miss Tourism International 2004     | Dương Thùy Linh       | Top 5     | Không đạt giải | Không                                         |
| Mrs Worldwide 2018                  | Dương Thùy Linh       | Top 5     | Mrs Worldwide  | People Choice Special Queen Awards            |
| Miss Earth 2006                     | Vũ Nguyễn Hà Anh      | Top 10    | Không đạt giải | 1st Runner-up Miss Talent                     |
| Miss Universe 2008                  | Nguyễn Thùy Lâm       | Hoa hậu   | Top 15         | Top 5 Miss Aodai Top 10 Best National Costume |
| Miss World 2008                     | Dương Trương Thiên Lý | Á hậu 2   | Không đạt giải | People's Choice Award Miss Golf Sport         |
| Miss Universe 2009                  | Võ Hoàng Yến          | Á hậu 1   | Không đạt giải | Không                                         |